# Tournoi de clôture du championnat du Mexique féminin de football 2021
Navigation
Saison précédente Saison suivante
Le Tournoi de clôture Guard1anes 2021 est la 8e édition du Championnat du Mexique féminin de football disputé au Mexique. Les Tigres UANL conservent leur titre à l'issue du tournoi.

## Déroulement de la saison
Le tournoi est renommé Tournoi Guard1anes Clausura en l'honneur des soignants mexicains pendant la pandémie de Covid-19. Il débute le 17 janvier 2021.

## Équipes participantes
| Club               | Ville                        | Stade                  | Capacité | Réf    |
| ------------------ | ---------------------------- | ---------------------- | -------- | ------ |
| Club América       | Mexico                       | Azteca                 | 81 070   | [ 1 ]  |
| Atlas FC           | Guadalajara                  | Jalisco                | 55 020   | [ 2 ]  |
| Atlético San Luis  | Ville de San Luis Potosí     | Alfonso-Lastras        | 25 709   | [ 3 ]  |
| Cruz Azul          | Ciudad Cooperativa Cruz Azul | 10 décembre            | 14 500   | [ 4 ]  |
| Guadalajara        | Zapopan                      | Akron                  | 46 232   | [ 5 ]  |
| Juárez             | Ciudad Juárez                | Olímpico Benito Juárez | 19 703   | [ 6 ]  |
| León               | León                         | León                   | 31 297   | [ 7 ]  |
| Mazatlán (en)      | Mazatlán                     | Mazatlán               | 25 000   | [ 8 ]  |
| CF Monterrey       | Guadalupe                    | BBVA                   | 51 348   | [ 9 ]  |
| Necaxa (en)        | Aguascalientes               | Victoria               | 23 851   | [ 10 ] |
| CF Pachuca         | Pachuca                      | Hidalgo                | 27 512   | [ 11 ] |
| Puebla (en)        | Puebla                       | Cuauhtémoc             | 47 417   | [ 12 ] |
| Querétaro          | Santiago de Querétaro        | Corregidora            | 34 107   | [ 13 ] |
| Club Santos Laguna | Torreón                      | Corona                 | 29 237   | [ 14 ] |
| Tijuana            | Tijuana                      | Caliente               | 27 333   | [ 15 ] |
| Deportivo Toluca   | Toluca                       | Nemesio Díez           | 31 000   | [ 16 ] |
| Tigres UANL        | San Nicolás de los Garza     | Universitario          | 41 886   | [ 17 ] |
| UNAM               | Mexico                       | La Cantera             | 1 000    | [ 18 ] |

Localisation des clubs
| \| Mexico: América Cruz Azul UNAM Querétaro Atlas CD Guadalajara CF Monterrey Tigres UANL Pachuca Mazatlán (en) Toluca Club Santos Laguna I Mexico Puebla (en) Tijuana León Necaxa (en) Juárez Atlético San Luis \| |
| Mexico: América Cruz Azul UNAM Querétaro Atlas CD Guadalajara CF Monterrey Tigres UANL Pachuca Mazatlán (en) Toluca Club Santos Laguna I Mexico Puebla (en) Tijuana León Necaxa (en) Juárez Atlético San Luis       |

## Compétition
Le Tournoi Clausura se déroule de la même façon que les tournois saisonniers précédents :
- La phase de qualification : dix-sept journées de championnat.
- La phase finale : des matchs de classement et des confrontations aller-retour allant des quarts de finale à la finale.

### Phase de qualification
Lors de la phase de qualification les dix-huit équipes s'affrontent une fois selon un calendrier tiré aléatoirement. Les huit meilleures équipes sont qualifiées pour les quarts de finale.
Le classement est établi sur le barème de points classique (victoire à 3 points, match nul à 1, défaite à 0).
Le départage final se fait selon les critères suivants :
- Le nombre de points.
- La différence de buts générale.
- La différence de buts particulière.
- Le nombre de buts marqué à l'extérieur.
- Le tirage au sort.

| Rang | Équipe             | Pts | J  | G  | N | P  | Bp | Bc | Diff |
| ---- | ------------------ | --- | -- | -- | - | -- | -- | -- | ---- |
| 1    | Tigres UANL T      | 40  | 17 | 12 | 4 | 1  | 39 | 12 | +27  |
| 2    | CD Guadalajara     | 36  | 17 | 11 | 3 | 3  | 44 | 19 | +25  |
| 3    | Atlas FC           | 34  | 17 | 10 | 4 | 3  | 30 | 20 | +10  |
| 4    | CF Monterrey       | 33  | 17 | 10 | 3 | 4  | 40 | 22 | +18  |
| 5    | UNAM               | 32  | 17 | 9  | 5 | 3  | 24 | 17 | +7   |
| 6    | CF Pachuca         | 30  | 17 | 9  | 3 | 5  | 24 | 15 | +9   |
| 7    | Deportivo Toluca   | 29  | 17 | 8  | 5 | 4  | 17 | 14 | +3   |
| 8    | Club América       | 24  | 17 | 6  | 6 | 5  | 23 | 22 | +1   |
| 9    | Cruz Azul          | 22  | 17 | 6  | 4 | 7  | 21 | 26 | -5   |
| 10   | Club Santos Laguna | 20  | 17 | 5  | 5 | 7  | 24 | 27 | -3   |
| 11   | Querétaro          | 19  | 17 | 6  | 1 | 10 | 21 | 27 | -6   |
| 12   | Tijuana            | 18  | 17 | 5  | 3 | 9  | 17 | 20 | -3   |
| 13   | Mazatlán (en)      | 18  | 17 | 4  | 6 | 7  | 16 | 25 | -9   |
| 14   | León               | 17  | 17 | 5  | 2 | 10 | 17 | 33 | -16  |
| 15   | Necaxa (en)        | 16  | 17 | 4  | 4 | 9  | 14 | 29 | -15  |
| 16   | Puebla (en)        | 13  | 17 | 3  | 4 | 10 | 14 | 24 | -10  |
| 17   | Juárez             | 12  | 17 | 3  | 3 | 11 | 15 | 28 | -13  |
| 18   | Atlético San Luis  | 11  | 17 | 2  | 5 | 10 | 19 | 36 | -17  |

| Légende : Qualifications et relégations | Légende : Qualifications et relégations |
| --------------------------------------- | --------------------------------------- |
|                                         | Qualification pour la Liguilla          |
|                                         | T Tenant du titre                       |

### LaLiguilla
Les huit équipes qualifiées sont réparties dans le tableau final d'après leur classement général. L'équipe la moins bien classée accueille lors du match aller et la meilleure lors du match retour.
Les équipes sont réparties de la façon suivante :
- La 1re contre la 8e.
- La 2e contre la 7e.
- La 3e contre la 6e.
- La 4e contre la 5e.

En cas d'égalité, les équipes sont départagées selon le nombre de buts inscrits à l'extérieur. Si les deux équipes sont encore à égalité, elles disputent une prolongation, puis une séance de tirs au but.
|  | Quarts de finale | Quarts de finale | Quarts de finale | Quarts de finale |                |                | Demi-finales     | Demi-finales     | Demi-finales     | Demi-finales     |  |  | Finale            | Finale            | Finale            | Finale            |
|  |                  |                  |                  |                  |                |                |                  |                  |                  |                  |  |  |                   |                   |                   |                   |
|  | 7 mai et 10 mai  | 7 mai et 10 mai  | 7 mai et 10 mai  | 7 mai et 10 mai  |                |                | 14 mai et 17 mai | 14 mai et 17 mai | 14 mai et 17 mai | 14 mai et 17 mai |  |  | 24 et 31 mai 2021 | 24 et 31 mai 2021 | 24 et 31 mai 2021 | 24 et 31 mai 2021 |
|  | 7 mai et 10 mai  | 7 mai et 10 mai  | 7 mai et 10 mai  | 7 mai et 10 mai  |                |                | 14 mai et 17 mai | 14 mai et 17 mai | 14 mai et 17 mai | 14 mai et 17 mai |  |  | 24 et 31 mai 2021 | 24 et 31 mai 2021 | 24 et 31 mai 2021 | 24 et 31 mai 2021 |
|  | 1er              | Tigres UANL      | 4                | 2                |                |                | 14 mai et 17 mai | 14 mai et 17 mai | 14 mai et 17 mai | 14 mai et 17 mai |  |  | 24 et 31 mai 2021 | 24 et 31 mai 2021 | 24 et 31 mai 2021 | 24 et 31 mai 2021 |
|  | 1er              | Tigres UANL      | 4                | 2                |                |                | 14 mai et 17 mai | 14 mai et 17 mai | 14 mai et 17 mai | 14 mai et 17 mai |  |  | 24 et 31 mai 2021 | 24 et 31 mai 2021 | 24 et 31 mai 2021 | 24 et 31 mai 2021 |
|  | 8e               | Club América     | 0                | 0                |                |                | 14 mai et 17 mai | 14 mai et 17 mai | 14 mai et 17 mai | 14 mai et 17 mai |  |  | 24 et 31 mai 2021 | 24 et 31 mai 2021 | 24 et 31 mai 2021 | 24 et 31 mai 2021 |
|  | 8e               | Club América     | 0                | 0                | Tigres UANL    | Tigres UANL    | 2                | 4                |                  |                  |  |  | 24 et 31 mai 2021 | 24 et 31 mai 2021 | 24 et 31 mai 2021 | 24 et 31 mai 2021 |
|  |                  |                  |                  |                  | Tigres UANL    | Tigres UANL    | 2                | 4                |                  |                  |  |  | 24 et 31 mai 2021 | 24 et 31 mai 2021 | 24 et 31 mai 2021 | 24 et 31 mai 2021 |
|  |                  |                  | CF Monterrey     | CF Monterrey     | 2              | 1              |                  |                  |                  |                  |  |  | 24 et 31 mai 2021 | 24 et 31 mai 2021 | 24 et 31 mai 2021 | 24 et 31 mai 2021 |
|  | 4e               | CF Monterrey     | CF Monterrey     | CF Monterrey     | 2              | 1              | 2                | 2                |                  |                  |  |  | 24 et 31 mai 2021 | 24 et 31 mai 2021 | 24 et 31 mai 2021 | 24 et 31 mai 2021 |
|  | 4e               | CF Monterrey     |                  |                  |                |                |                  | 2                |                  |                  |  |  | 24 et 31 mai 2021 | 24 et 31 mai 2021 | 24 et 31 mai 2021 | 24 et 31 mai 2021 |
|  | 5e               | UNAM             | 1                | 1                |                |                |                  |                  |                  |                  |  |  | 24 et 31 mai 2021 | 24 et 31 mai 2021 | 24 et 31 mai 2021 | 24 et 31 mai 2021 |
|  | 5e               | UNAM             | 1                | 1                | Tigres UANL    | Tigres UANL    | 2                | 5                |                  |                  |  |  |                   |                   |                   |                   |
|  |                  |                  |                  |                  | Tigres UANL    | Tigres UANL    | 2                | 5                |                  |                  |  |  |                   |                   |                   |                   |
|  |                  |                  | CD Guadalajara   | CD Guadalajara   | 1              | 3              |                  |                  |                  |                  |  |  |                   |                   |                   |                   |
|  | 2e               | CD Guadalajara   | CD Guadalajara   | CD Guadalajara   | 1              | 3              | 1                | 3                |                  |                  |  |  |                   |                   |                   |                   |
|  | 2e               | CD Guadalajara   |                  |                  |                |                |                  |                  |                  |                  |  |  |                   |                   |                   |                   |
|  | 7e               | Deportivo Toluca | 0                | 0                |                |                |                  |                  |                  |                  |  |  |                   |                   |                   |                   |
|  | 7e               | Deportivo Toluca | 0                | 0                | CD Guadalajara | CD Guadalajara | 0                | 2                |                  |                  |  |  |                   |                   |                   |                   |
|  |                  |                  |                  |                  | CD Guadalajara | CD Guadalajara | 0                | 2                |                  |                  |  |  |                   |                   |                   |                   |
|  |                  |                  | Atlas FC         | Atlas FC         | 0              | 1              |                  |                  |                  |                  |  |  |                   |                   |                   |                   |
|  | 3e               | Atlas FC         | Atlas FC         | Atlas FC         | 0              | 1              | 2                | 3                |                  |                  |  |  |                   |                   |                   |                   |
|  | 3e               | Atlas FC         |                  |                  |                |                |                  | 3                |                  |                  |  |  |                   |                   |                   |                   |
|  | 6e               | CF Pachuca       | 0                | 1                |                |                |                  |                  |                  |                  |  |  |                   |                   |                   |                   |
|  | 6e               | CF Pachuca       | 0                | 1                |                |                |                  |                  |                  |                  |  |  |                   |                   |                   |                   |
|  |                  |                  |                  |                  |                |                |                  |                  |                  |                  |  |  |                   |                   |                   |                   |

( ) = Tirs au but; ap = Après prolongation; e = Victoire aux buts marqués à l'extérieur; f = Victoire par forfait

## Statistiques

### Meilleures buteuses
| Rang | Joueuse               | Club           | Nb de buts | Min. jouées |
| ---- | --------------------- | -------------- | ---------- | ----------- |
| 1.   | Alison González       | Atlas FC       | 18         | 1411        |
| 2.   | Alicia Cervantes (en) | CD Guadalajara | 17         | 1294        |
| 3.   | Daniela Solís (en)    | CF Monterrey   | 11         | 1183        |
| 4.   | Renae Cuéllar         | Tijuana        | 11         | 1530        |
| 5.   | Stephany Mayor        | Tigres UANL    | 10         | 1508        |
| 6.   | Aylin Aviléz (es)     | CF Monterrey   | 9          | 608         |

| Rang | Joueuse                | Club         | Nb de buts | Min. jouées |
| ---- | ---------------------- | ------------ | ---------- | ----------- |
| 1.   | Stephany Mayor         | Tigres UANL  | 5          | 529         |
| 2.   | Belén Cruz (en)        | Tigres UANL  | 4          | 424         |
| 3.   | Lizbeth Ovalle (en)    | Tigres UANL  | 4          | 503         |
| 3.   | Alison González        | Atlas FC     | 3          | 360         |
| 4.   | Desirée Monsiváis (en) | CF Monterrey | 3          | 299         |